# Confraria de la Puríssima Sang del Nostre Senyor Jesucrist
La Confraria de la Puríssima Sang del Nostre Senyor Jesucrist és una confraria que commemora la passió i mort de Jesucrist en la festivitat de la Setmana Santa a Sagunt. Se celebra des de Finals del segle xv, i és més coneguda localment com La Festa. És una de les més antigues del País Valencià i d'Espanya.

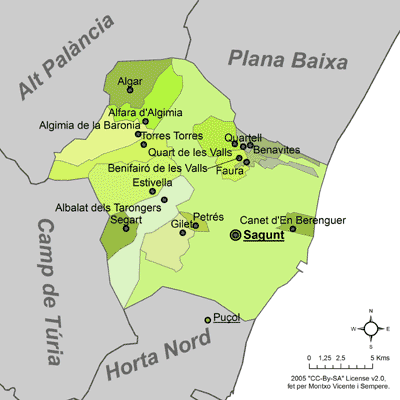
Localització de Sagunt dins el Camp de Morvedre, (País Valencià)

## Història
No es coneixen amb exactitud els orígens de la Confraria. En el segle xvi estava establerta en l'abandonada Sinagoga Jueva. Ferran el Catòlic, durant el seu regnat, i concretament en 1492 va concedir franquícies, perquè repoblaren la Jueria de Morvedre, en haver estat abandonada pels hebreus. El barri, abans habitat pels jueus, va ser ocupat pel gremi o confraria de peraires o teixidors de lli, és a dir menestrals dedicats a la fabricació de draps i teles procedents de València. Es creu que aquests artesans foren els fundadors de la Confraria de la Sang. El que si sabem cert és que des dels seus inicis la Confraria tenia, i té, un càrrec anual fix, aquest és el de majoral.
La Sinagoga Jueva situada en la c/ Sang Vella, va ser en els seus primers moments la seu de la confraria, si bé, a causa del seu mal estat de conservació (avui només queden com a restes quatre arcs ogivals) i conseqüent amenaça de ruïna, en 1601 es va començar a construir l'actual ermita de La Sang, a uns cent metres de l'antiga.
Les banderoles morades que obrin la processó del Sant Enterrament ens recorden als gremis que antigament existien en la vila de Morvedre, sent molt possible que estes organitzacions foren les autèntiques iniciadores de la commemoració de la Setmana Santa, sobretot de la processó del Divendres Sant
El 1992 se celebrà el cinquè centenari de la confraria. Sa Majestat D. Joan Carles I, Rei d'Espanya, va ser nomenat president d'honor dels actes commemoratius. Per a tal efemèride es va encunyar una medalla commemorativa de plata de llei i fosa artesanalment, així com l'edició d'un llibre i d'un mata-segells de correus; durant aquest any es van celebrar concerts, xarrades col·loqui i diferents actes.

## L'ermita de la Sang
Ermita de principis del s. XVII, seu de la Confraria de la Puríssima Sang del Nostre Senyor Jesucrist i l'origen del seu nom. És una construcció de tipus barroc valencià, amb planta de Creu llatina, les seues quatre petxines i medallons pintades al fresc, són atribuïdes al pintor José Vergara pertanyent a l'escola valenciana del segle xviii, l'ermita no es consagra inexplicablement fins a 1753.
En l'interior de l'ermita es troba un petit museu, que alberga els passos que es trauen a les processons de Setmana Santa, així com la Vera Creu, així com el patrimoni de la confraria, sorgit fonamentalment de les donacions particulars: manuscrits, quadres, litografies, llibres, encunys, etc., i altres efectes que formen part de la nostra Setmana Santa.
Es pot visitar tots els dissabtes i diumenges d'onze a una i mitja del matí. L'entrada és lliure, encara que s'accepten i s'agraeixen els donatius per al seu manteniment.

## Festa
La Setmana Santa de Sagunt, o millor, el Divendres Sant que es ve rememorant des de fa més de cinc-cents anys, constituïx l'eix principal de la commemoració. Aquest dia es viu amb intensitat, no sols pel clavari i els seus majorals o els prop de 1.500 confrares, amb el rostre cobert amb negra vesta, sinó per tot el poble saguntí. El Divendres Sant comença la vespra, el dijous, amb els oficis en l'ermita de la Sang, la visita als monuments, continuant a la nit amb la vetla del Santíssim que s'uneix al Divendres Sant amb la pujada al Gòlgota. És el Via Crucis.
A la ciutat, només ha existit una confraria, mentre que en altres ciutats i pobles proliferen les germandats i confraries. A Sagunt la recordació es reduïx al Sant Enterrament. El Divendres Sant és el dia d'obligada concurrència. Gents de la comarca i d'altres punts de la geografia provincial s'acosten, amb total replegament, a la nostra ciutat amb l'ànim de presenciar i viure, de ben a prop, el Divendres Sant, la piadosa processó del Sant Enterrament.
Des dels inicis de la commemoració, a mitjan segle xv, fins avui, quasi no s'ha alterat el cerimonial i els costums. La confraria de la Sang va ocupar la sinagoga jueva en 1492, traslladant-se, el 1607, a la nova ermita, l'actual.

## Indumentària
La Confraria de la Puríssima Sang de Jesucrist ens delata en la seua indumentària, la tradicional vesta negra, que amb la seua sobrietat se celebra i commemora la passió i mort del nostre Senyor Jesucrist.
La vesta fins als peus, d'una sola peça de color negre composta per la part superior, amb obertura davantera amb una banda de vellut negra en l'obertura; coll i mànegues amb rivet blanc, en la part inferior una falda fins als peus negra, en la seua part posterior ix una cua de la mateixa tela negra, aproximadament de 3 metres, la cua es manté plegada en tots els actes exceptuant el Divendres Sant en la processó del sant enterrament.
També componen la vestimenta, el capirot negre de tela que cobreix la cara, cinturó negre (de cuiro o vellut brodat), del qual penja un rosari, pantaló, sabates, calcetins i guants negres, medalla amb la imatge de l'Eccehomo i cordó morat per als confrares, la medalla amb el Sant Sepulcre i cordó negre per als majorals, i la creu amb cordó negre per als Clavaris.
Cadascun dels components de la Junta Directiva porta la medalla que li correspon (segons sia confrare, majoral o clavari) amb el cordó daurat, sent per al president el cordó or i negre.

## Els passos
Els passos del Sant Enterrament constitueixen un dels principals atractius de la Setmana Santa. Arrere van quedar els anys en què la Setmana de Passió es representava al viu, sent els mateixos confrares els que interpretaven les escenes de la Passió.
Famosos van ser els passos de la processó del Divendres Sant saguntí que, igual que altres obres d'art, van ser past de les flames al juliol de 1936. Al costat de les imatges de la Setmana Santa, guardades a l'ermita de la Sang, van ser destruïdes les de les esglésies parroquials i dels convents, així com els seus arxius. Després de la guerra civil, la Confraria de la Sang va iniciar la restitució dels antics passos, alguns d'ells articulats.
Els Passos que componen la confraria de la Puríssima Sang del nostre Senyor Jesucrist són 13 obres d'imatgeria i la Vera Creu, que van ser tallades a partir de 1942, ja que els passos originals van ser destruïts durant el període de la guerra civil entre 1936 i 1939 i són els següents:
- La Vera Creu,
- El Natzarè,
- La Soledat
- El Bes de Judes
- El Crist de la Bona Pau
- El Davallament
- La Dolorosa
- L'Eccehomo
- Els Assots
- Les Palmes
- El Sepulcre
- L'Últim Sopar
- La Verònica
- L'Oració de l'Hort

En l'única processó de la Setmana Santa en què surten tots els passos és la del Sant Soterrament; en les altres hi apareixen únicament uns passos, el Dimecres Sant o Processó del Silenci apareix el Crist de la Bona Pau junt a l'Eccehomo, símbol de la Confraria junt a la Vera Creu.
En la Pujada al Calvari en la matinà del Divendres Sant sols puja Jesús el Natzarè acompanyat dels Saions, el capità dels Saions i el tambor dels Saions.

## Organització
La confraria en els nostres dies està formada, aproximadament per 1500 confrares, i dins del seu organigrama, tenim: confrares, majorals i clavaris. Regeix el seu destí a banda de la Junta General, la Junta Directiva, composta per President, Vicepresident, Dipositari, Secretari, Vicesecretari i cinc vocals.